# کریستوفر هاندکه
کریستوفر هاندکه (انگلیسی: Christopher Handke؛ زادهٔ ۱۴ فوریهٔ ۱۹۸۹) بازیکن فوتبال اهل آلمان است.
از باشگاه‌هایی که در آن بازی کرده‌است می‌توان به باشگاه فوتبال قوت-وایس ارفورت و باشگاه فوتبال ماگدبورگ ۱ اشاره کرد.